# Tvarditsa (Dobritsj)
Tvarditsa (Bulgaars: Твърдица) is een dorp in de gemeente Sjabla in de  oblast  Dobritsj.

## Bevolking
In 1900 werden er 152 mensen geregistreerd in het dorp Tvarditsa. Dit aantal steeg tot 219 in 1934. Vanaf 1934 nam het permanente inwonersaantal drastisch af. Op 31 december 2018, volgens de meest recente volkstelling, telt het dorp 5 inwoners. Alle inwoners zijn etnische Bulgaren (100%). 
| Inwonersaantal | 152 | 219 | 215 | 214 | 192 | 120 | 48 | 21 | 12 | 6 | 5 |

Geleidelijk aan werd Tvarditsa een vakantiedorp omdat veel van de verwoeste huizen werden opgekocht en gerepareerd door toeristen die de zomermaanden hier doorbrachten.